# Astragalus memnonius
Astragalus memnonius är en ärtväxtart som beskrevs av Maassoumi och Dieter Podlech. Astragalus memnonius ingår i släktet vedlar, och familjen ärtväxter. Inga underarter finns listade i Catalogue of Life.